# Ливан на зимних Олимпийских играх 1968
Ливан принимал участие в Зимних Олимпийских играх 1968 года в Гренобле (Франция) в шестой раз за свою историю, но не завоевал ни одной медали. Страну представляло 3 спортсмена (все — мужчины), которые приняли участие в соревнованиях по горнолыжному спорту.